# Липецкий зоопарк

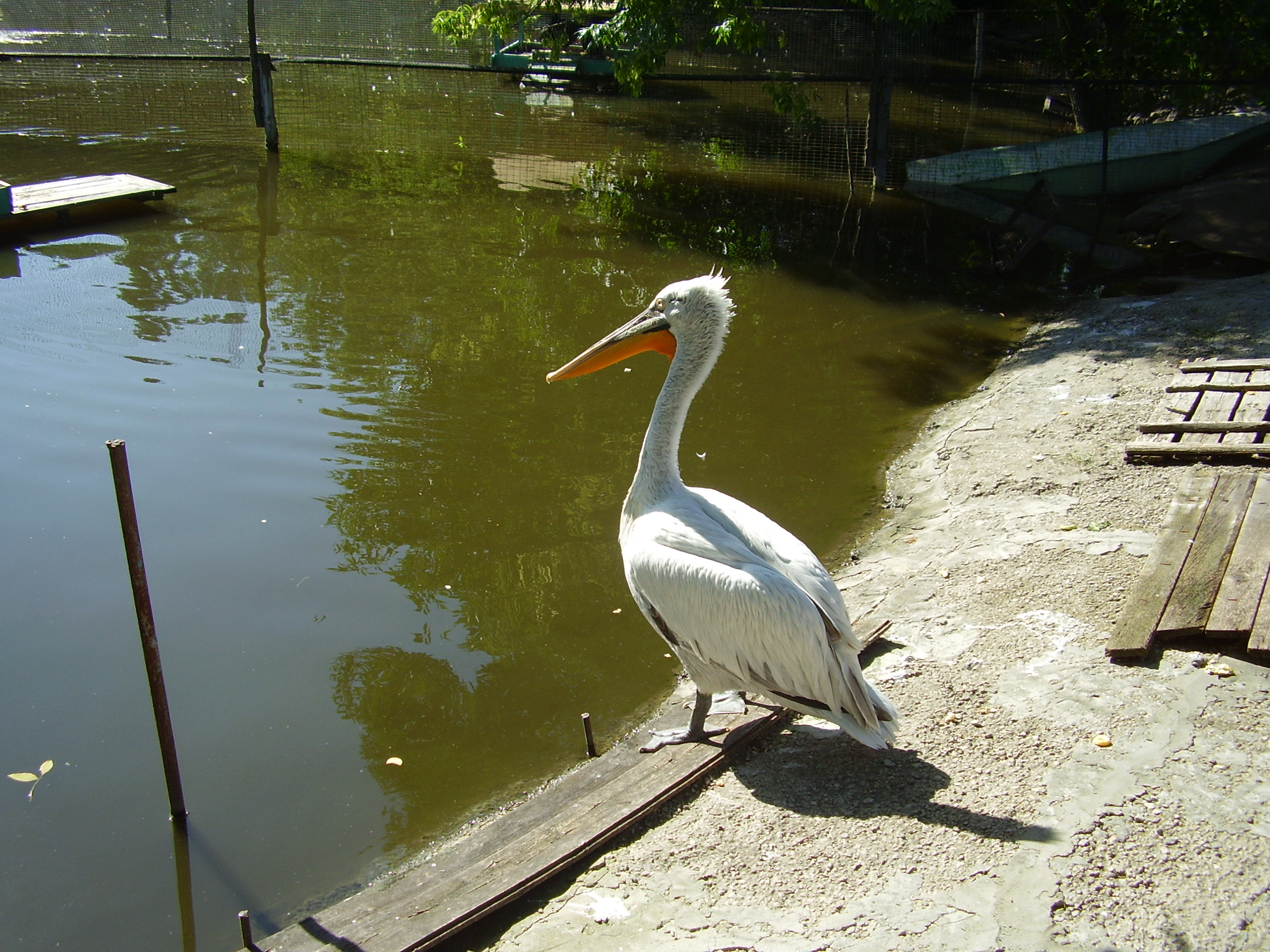
Пеликан в Липецком зоопарке

Ли́пецкий зоологи́ческий па́рк находится в Нижнем парке Липецка. Основан 6 ноября 1973 года.
Свою историю Липецкий зоопарк начал в августе 1972 года, когда на базе Нижнего парка создаётся первый в городе живой уголок. Инициатором создания живого уголка выступил председатель горисполкома Н. Г. Яхонтов.
На площади более четырёх гектаров размещено более 1500 экземпляров животных. Представлено 150 видов, 43 вида животных зоопарка занесены в международную Красную книгу, 20 видов в Красную книгу России, и ещё 14 охраняются в Липецкой области.
По зоопарку проводятся обзорные экскурсии, проходят тематические лекции.
С 1993 года зоопарк является членом Евроазиатской ассоциации зоопарков и аквариумов.
Липецкий зоопарк сотрудничает с зоопарками Москвы, Санкт-Петербурга, Николаева, Пензы, Перми и др. , обмениваясь животными и различной зоологической информацией.
Осенью 2006 года здесь открылся  детский развлекательный городок. В него входят мини-зоопарк, избушка бабы Яги, игровая площадка и павильон с 18 миниатюрами памятников архитектуры Липецкой области.
Зоопарк отличает уютная, озеленённая территория, клумбы, Сад цветов и оранжерея "Зимнего сада", фотозоны.